# Naftali Zvi Yehuda Berlin
Pour les articles homonymes, voir Berlin (homonymie).
Vous pouvez aider à l'améliorer ou bien discuter des problèmes sur sa page de discussion.
- Certaines informations devraient être mieux reliées aux sources mentionnées dans la bibliographie ou les liens externes. Améliorez sa vérifiabilité en les associant par des références. (Marqué depuis septembre 2016)
- La traduction est incomplète. (Marqué depuis septembre 2016)

Naftali Zvi Yehuda Berlin (né le 10 novembre 1816, à Mir, en Russie et mort le 10 août 1893 à Varsovie, Royaume du Congrès), ou Reb Hirsch Leib Berlin, ou Netziv, est un rabbin, orthodoxe de la yechiva de Volojine.

## Biographie
Fils de Jacob, et de la descendante dei Meir Eisenstadt, sa femme est la fille de rabbin Yitzchok de Volozhin, fils de Haim de Volozhin puis sa seconde femme est sa nièce, fille du rabbin Yehiel Mihel Epstein, l'auteur de Aruch haShulchan.
Il a un fils, Chaim Berlin, futur rabbin de Moscou, une fille mariée au rabbin Refael Shapiro. De sa seconde épouse, il a un fils, Meir Bar-Ilan.

## Ouvrages
- Ha'amek She'eila (Approfondir la question)
- Meishiv Davar (Réponse en nature)
- Ha'amek Davar (Approfondir la matière)
- Meromei Sadeh (Hauteurs du champ)
- Dvar Ha'emek
- Imrei Shefer
- Kidmas Ha'amek [She'eila]